# Патриот (магазин)
Патриот или Патриот магазин је недељни часопис који је излазио на подручју Републике Српске и Републике Србије. Патриот је престао са радом 2009. године. 
Сједиште Патриота је било у Бањалуци, а власник овога часописа је био Слободан Васковић из Бањалуке. 

## Историја
Патриот као недељни магазин је покренут 2001. године од стране групе новинара из Бањалуке који су претходно радили у тадашњем Репортеру. Власници издавачког предузећа „Патриот пресс“, које је штампало „Патриот“ магазин, као и „Нови магазин“, од 2001. до 2007. године су били Слободан Васковић и његова супруга, Љиљана Ковачевић. Окружно тужилаштво у Бањалуци је у фебруару 2008. године покренуло кривични поступак против Слободана Васковића због утаје пореза у вријеме док је био власник фирме „Патриот прес“ д. о. о. када је према наводима тужилаштва утајио порез захваљујући покретању стечајног поступка и регистрацији другог предузећа „Нови магазин“. Епилог кривичног поступка је непознат.
Кривичну пријаву за утају пореза против Васковића у окружном тужилаштву Бањалука је покренула група од 378 јавних личности у Републици Српској, са разлогом да су били предмет блаћења у листу који је издавао Васковићев „Патриот пресс“ и „Нови магазин“. Епилог кривичне пријаве за утају пореза је непознат.
Пореска управа Републике Српске је у новембру 2002. године наложила „Патриот“ магазину да уплати порез за период од октобра 2001. до октобра 2002. године. Васковићева жалба Одбору за рјешавања пореских жалби је одбијена. Касније „Патриот“ покреће управни спор пред Врховним судом Републике Српске против Пореске управе Републике Српске, али суд 2006. године тужбу одбија као неосновану.
Пореска управа Републике Српске 2003. године блокира рачун „Патриота“ због неисплаћених обавеза и забрањује му рад, али га као активног препознаје све до 2008. године. Након забране предузећа „Патриот пресс“, Васковић је основао предузеће „Нови магазин“, које је регистровао на супругу, Љиљану Ковачевић. 
Васковић у децембру 2003. године потписује Предлог одлуке Основном суду у Бањалуци за отварање стечајног поступка над „Патриотом“. Почетком 2004. године Министарство просвјете и културе Републике Српске издаје рјешење о промјени података о часопису „Патриот“ који умјесто „Патриот прес“ д. о. о. издаје „Нови магазин“.
Слободан Васковић је покренуо блог на којем редовно објављује чланке који свједоче о корупцији политичког режима Милорада Додика, двоструког премијера и тренутног предсједника Републике Српске.

## Стрип у Патриоту
У периоду од 2002. до средине 2005. године, у магазину „Патриот“ излазио је полутаблоидни стрип Александра Саше Михајловића са Пала. Стрип је био коментар на тренутну политичку ситуацију у Републици Српској и у свијету.